# Hãng hàng không Tatarstan
Hãng hàng không Tatarstan (tiếng Nga: Авиакомпания Татарстан; tiếng Tatar: Татарстан Һава Юллары, đã Latinh hoá: Tatarstan Hawa Yulları; tiếng Anh: Tatarstan Aircompany) là một hãng hàng không có trụ sở ở Kazan, Tatarstan, Nga. Hãng được lập năm 1993 và là hãng hàng không khu vực của Cộng hòa Tatarstan thuộc Liên bang Nga. Hãng bắt đầu có tuyến bay thường lệ năm 1999. Hiện hãng đang có 9 chiếc máy bay.
Hãng có các chuyến bay thường lệ vận chuyển hành khách đến các thành phố Nga (Moskva, Sankt-Peterburg, Makhachkala) và các điểm đến quốc tế: Baku, Dushanbe, Yerevan, Tashkent, Khujand, Istanbul, Praha và Tel Aviv.
Hãng cũng có các tuyến bay thuê chuyến đi Bulgaria, Nga, Hy Lạp, Thổ Nhĩ Kỳ.Nhưng đến 2014 hãng đã chính thức nộp đơn xin phá sản sau vụ tai nạn của chiếc boeing 737-53a ngày 13/11/2013 khiến 50 người chết (all)

## Tai nạn và sự cố
Ngày 17/11/2013, chuyến bay 363 của Tatarstan Airlines rơi khi cố gắng hạ cánh không thành công ở sân bay này. Máy bay bốc cháy và khiến 50 người trên máy bay thiệt mạng.

## Đội bay
Airbus a319-114 4
Boeing 737-53a 2 
Tupolev tu-154m 2 
Yakovlev yak-42 1